# Nazri Nasir
Nazri Nasir (* 17. Januar 1971 in Singapur) ist ein ehemaliger Fußballspieler aus Singapur. Er spielte bis 2007 bei Tampines Rovers und 11 Jahre von 1993 bis 2004 in der Nationalmannschaft.

## Titel und Erfolge
Singapore FA (in der Malaysia Super League)
- Malaysia Super League: 1994
- Malaysischer Pokal: 1994

FC Singapore Armed Forces
- S-League: 1997, 1998, 2000
- Singapore Cup: 1997, 1999

Tampines Rovers
- S-League: 2004, 2005
- Singapore Cup: 2002, 2004, 2006

Persönliche Ehrungen
- Spieler der Saison in der S-League 2004

Nationalmannschaft
- ASEAN-Fußballmeisterschaft 1998